# Jarząbcze Rówienki
Jarząbcze Rówienki – kilka trawiastych równi w Dolinie Jarząbczej w polskich Tatrach Zachodnich. Dawniej były wypasane, należały do Hali Jarząbczej. Znajdują się na wysokości ok. 1300–1340 m n.p.m. po zachodniej stronie Jarząbczego Potoku, u podnóży Czerwonego Wierchu.
Dawniej stały tutaj szałasy i szopy, jednak Jarząbcze Rówienki nie były polaną.